# Aït Waghlis
Pour les articles homonymes, voir Aït Waghlis (groupe).
Les Aït Waghlis (kabyle : At Weɣlis, tifinagh : ⴰⵜ ⵡⵖⵍⵉⵙ) sont une tribu kabyle établie sur la rive gauche de la Soummam et le versant sud du massif de l'Akfadou.

Son territoire se compose des communes de Sidi Aïch ainsi que des communes avoisinantes : Chemini, Leflaye, Souk-Oufella, Tibane et Tinebdar.

C'est la tribu la plus importante en nombre de la vallée de la Soummam.

## Étymologie
L'éthnonyme Weɣlis prend son origine dans le nom kabyle de la panthère, soit la racine berbère γls et propose deux acceptations :
- Le nom viendrait des couleurs tachetées de la panthère que l'on retrouvait sur les tuniques que portaient les Waghlissiens.
- Il ferait plutôt allusion à la bravoure du fauve qui serait un attribut de la tribu[5].

Le nom de la tribu donnera naissance au patronyme Al-Waghlissi.

### Appellations passées
Lors de la colonisation française, la tribu prit, dans les différents documents, différentes appellations.
On retrouve alors les appellations Beni-Ourlis, Beni-Oughlis ou encore Beni Oughlice.

## Géographie

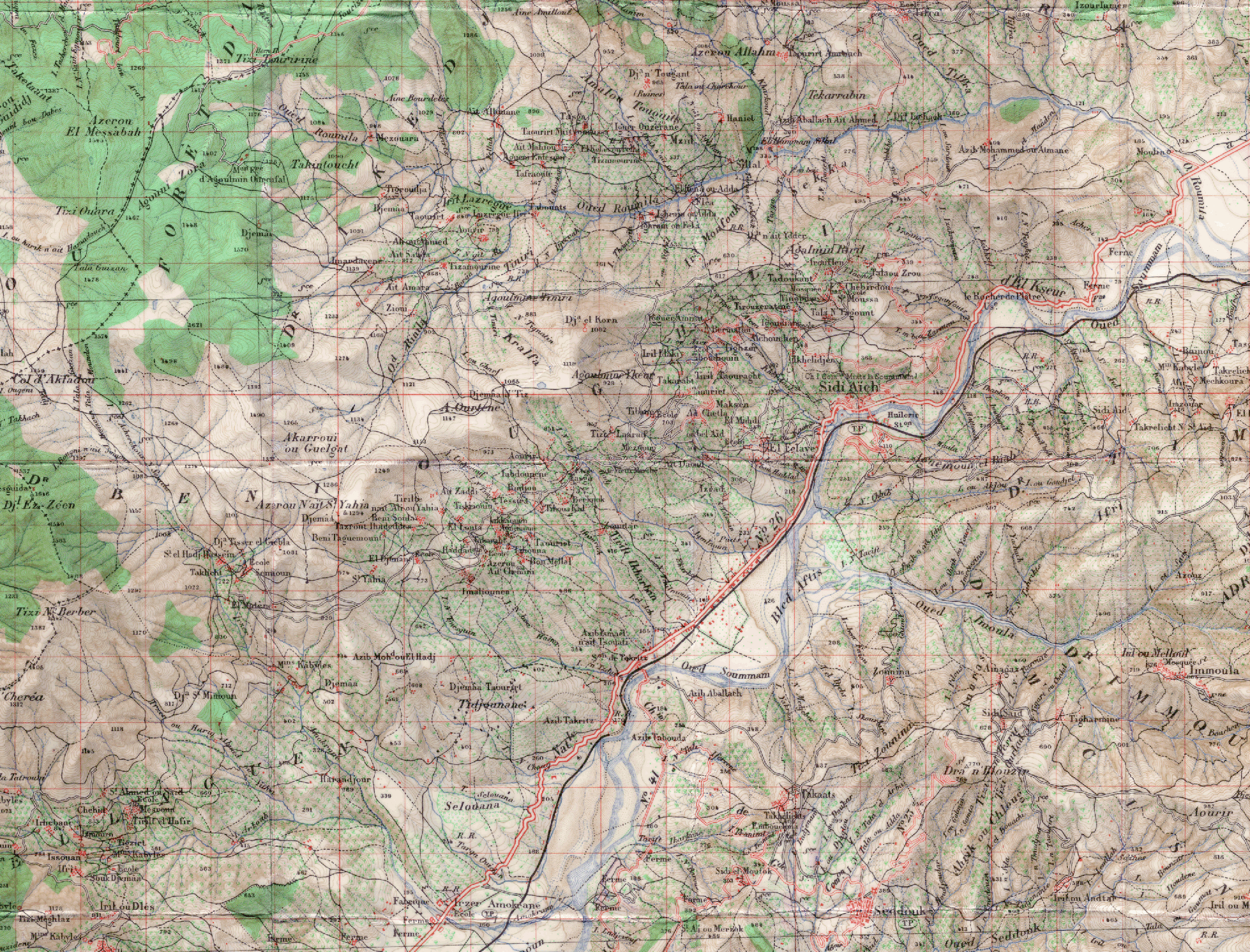
Carte d'état-major de la Région de Sidi Aïch.

Établie sur le versant sud du mont Akfadou, dans la chaîne du Djurdjura, la tribu des Aït Waghlis occupe le territoire inscrit dans le triangle délimité à l’ouest par la rivière Ighzer Amokrane jusqu’au col d’Akfadou (à la limite avec la tribu des Ouzellaguen), au nord par une ligne partant du col d'Akfadou le long de l’oued Remila (à la limite avec la tribu des Aït Mansour), et au sud par la rivière de la Soummam.
Le territoire de la tribu s'étend sur une vingtaine de kilomètres en longueur, de Semaoun à l'ouest à Tinabdher à l'est, et sur une dizaine de kilomètres en largeur, d'Aourir au nord à Takrietz au sud ; Ighzer n Souk délimitant la partie Ath-Sammer à l'Ouest et Ath Mzal à l'Est. Sidi-Aïch constitue un centre reliant la tribu à ses voisins du flanc méridional de la vallée : At-Yemmel Seddouk, Amalou et Imessissen.

### Relief et hydrographie
La superficie de l'ensemble des communes constituant le territoire de la tribu est égale à 92.05 km².

Le territoire de la tribu contient le lac d'Agoulmim n'Iker, une partie de l'Asif n Assemam, une partie de la foret de Yakouren et du massif de l'Akfadou.

L'altitude minimale est de 81m, le long de l'Asif n Assemam et l'altitude maximale y est de 1 616 m dans la massif de l'Akfadou.

## Démographie
| Année | Habitants | Année | Habitants |
| ----- | --------- | ----- | --------- |
| 1851  | 5 500     | 1966  | -         |
| 1870  | 9 433     | 1977  | 30 565    |
| 1873  | 7 500     | 1987  | 42 273    |
| 1879  | 9 104     | 1998  | 53 791    |
| 1909  | 18 000    | 2008  | 55 413    |
| 1930  | 19 000    | 2017  | 58 908    |
| 1950  | 26 271    | 2022  | -         |

### Localités
Le territoire de la tribu est réparti sur six communes relevant de deux daïras de la wilaya de Béjaïa :
- Daïra de Chemini : communes de Chemini, Tibane et Souk-Oufella.
- Daïra de Sidi-Aïch : communes de Sidi Aïch, Leflaye et Tinebdar.

| Aït Sameur | Aït Sameur | Aït Mzal                   | Aït Mzal                                          | Aït Mzal | Aït Mzal |
| Chemini | Souk Oufella | Sidi Aich                  | Leflaye                                           | Tibane | Tinabdher |
| - Agueni - Aït Chemini - Aït Ouragh - Aït Soula - Aït Zadi - Boumlal - Bouchachiou - Djenane - Ihaddaden - Ilmaten - Imaliouène - Laazib Mellah - Larbaa - Louta - Semaoun - Sidi Hadj Hassiène - Sidi Yahia - Taghrast - Taguemount - Takourabt - Tazrout - Tighilt - Tihouna - Takhlijt - Tidjounane | - Aït Chemini - Aït Touazi - Aourir - Ayaten - Bajou - Berkouk - Iabdounène - Laazib Aballache - Takrietz - Taourirt - Tasga - Tiliouacadi - Tissira - Zountar | - Ighzer N'Chebib - Remila | - Aït Daoud - Akasise - El Madi - Izghad - Maakal | - Aït Chetla - Aït Oubelaïd - Ighil Idek - Maksene - Maxen - Mezgoug - Takerabt - Takourabt - Taourirt - Tizi Laraïf - Tighilt Taouraght | - Aïchouchène - Aghalad Laalam - Birmatou - Chebirdou - Igoudien - Iguer Amar - Irouflène - Lazib N'Ait Atmane - Lazib N'Ait Touati - Tadoukant - Tala Tagout - Tala Ouzrou - Tighzert - Tigzirt - Tighouzratine |

### Toponymie
Les localités de la tribu ont en majorité des noms locaux, bien que certaines d'entre elles ont subi une influence étrangère puisque l'on retrouve quelques toponymes arabes, seuls ou mélangés à des toponymes locaux.

Nous pouvons également noter la présence forte de toponymes faisant référence à des entités naturelles tels que Tizi qui signifie col, Tala qui signifie source ou fontaine ou encore Ighil/Tighilt qui signifie terrain gras.

Nous retrouvons aussi des noms faisant référence à des hommes, avec l'utilisation de la particule kabyle Aϊt signifiant « gens de, descendants de, ceux de, fils de, la tribu de,… etc. » suivi d'un prénom (Cemini, Sula, Chetla,...).

Enfin, d'autres toponymes se référent à des lieux. C'est notamment le cas des toponymes qui possèdent le mot kabyle εzib signifiant « ferme, maison isolée à la compagne »,.

## Histoire

### Origine
Au Ve siècle av. J.-C., les tribus libyques étaient au nombre de 17 et réparties sur toute l'Afrique du Nord, de l'Atlantique au Nil selon Hérodote. Parmi ces 17 tribus, celle qui était présente en Kabylie actuelle était celle des Ausès.

Ces tribus se sont probablement formées lors de la préhistoire.

De cette tribu vont naitre de nombreuses autres tribus, dont une confédération de 5 d'entre elles dans le Djurdjura, les Quinquégentiens.

L'une de ces tribus, les Tindenses va etre à l'origine de 3 tribus actuelles dont celles des Aït Waghlis, aux environs du XIIe siècle.
Selon les anciens, la tribu des Aït Weɣlis a été très tôt divisée en deux. Au Nord-est se trouvent les At Menzal (communes de Sidi Aich, Tibane, Leflaye, Tinebdar) tandis qu'au sud-ouest se situent les At Usammar (communes de Chemini et Souk Oufella).
Les Aït Weɣlis Usammar auraient fait partie de la confédération des Igawawen qui rassemblait beaucoup de tribus des versants nord du Djurdjura. Les At Menzer ont fait alliance avec des tribus de la vallée de la Soummam. Cela explique les différences linguistiques entre les deux factions. Alors que les Usammar (comme ses voisins: Awzellagen, At Ziki, Aït Idjer) utilisent des explosives comme les tribus de la confédération des Igawawen (tappurt, heggi, axxam k yemɣaren, axxam-aki), les At Menzal prononcent ces phonèmes comme plus largement dans la vallée de la Soummam (tawwurt, heyyi, axxam yemɣaren, axxam-ayi).

### Préhistoire
Dans la préhistoire, la région était déjà occupée. Il existe des grottes dans la région, les plus connues étant celles de Gueldaman à Bou Hamza, Akbou dans lesquelles furent trouvés les objets suivants :
- Des tessons de poteries portant des décors imprimés et incisés qui ont conservés des résidus de miel, de lait et de matières grasses.
- De nombreux outils lithiques et osseux
- Des objets fabriqués à partir d'ivoire d’éléphant, de coquilles d’œufs d’autruche, de carapace de tortue, et de coquillages marins[20]

La présence de ces objets prouve que la région était habitée depuis au moins le Ve millénaire av. J.-C.

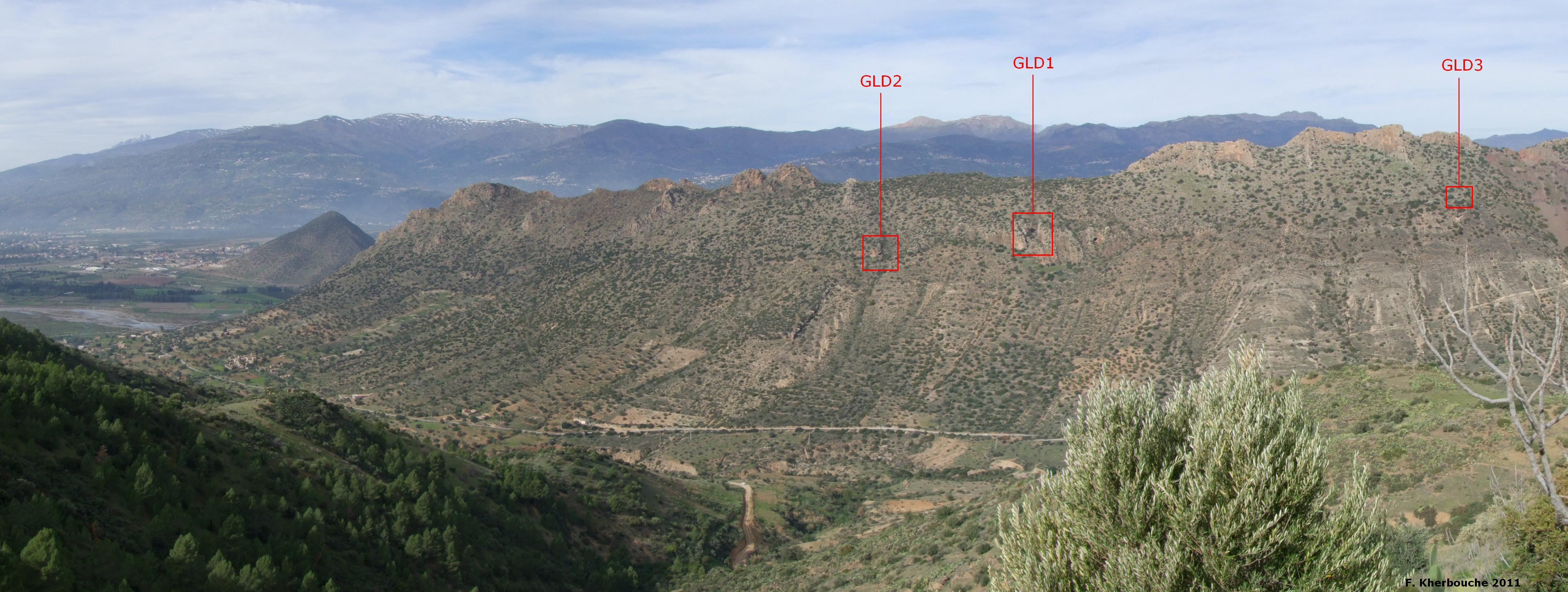
Localisation des grottes de Gueldaman

### Antiquité
Au IIIe siècle, la confédération était sous domination romaine mais elle participa, pendant plusieurs siècles, à de nombreuses guerres de résistance ainsi que des razzias sous les ordres de Firmus et Gildon.

Dans cette région, de nombreuses ruines datent de l'Antiquité. Notamment, une fontaine à Leflaye, les vestiges d'une voie romaine à la sortie de cette même ville et également des pierres éparses à Tiliouacadi, attestant un centre agricole.

### Moyen-âge
C'est au moyen-âge que la tribu des At Waghlis fut son apparition, vers le  XIIe siècle, meme si les premières mentions de la tribu remontent aux environs de l'année 1500.
Lors de cette période du Moyen-Age, la région restera indépendante et ne sera pas touchée par les conquêtes musulmanes du fait de la forte résistance. Les habitants sont alors convertis par l'intermédiaire de marabouts.
À la suite de la grande révolte berbère, les Ait Waghlis resteront indépendants des Aghlabides. Il faudra attendre la formation du Califat fatimide pour que la tribu fasse de nouveau parti d'un état.
Pendant le XIe siècle et le XIIe siècle, le vallée de la Soummam est sous contrôle de la dynastie kabyle des hammadides et une route, la Triq sultan, reliant l'ancienne (Kalâa des Béni Hammad) et la nouvelle (Béjaia) capitale du royaume, est construite. Cette route passe par le territoire de la tribu en longeant l'Oued Soummam et correspond aujourd'hui à la route N 26.
Lors du XVIe siècle et du XVIIe siècle, lorsque Bejaïa était alors occupée par les espagnols puis l'Empire ottoman, la région des Ait Waghlis faisait partie par intermittence des royaumes de Koukou et de Ait Abbas,.

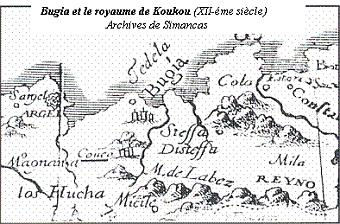
Carte espagnole des Royaumes de Koukou et Ait Abbas (XVIe siècle)

Au XVIe siècle, celui qui avait épousé Aicha Tazeroukt et fondé le village de Tifrit N'Aït El Hadj dans la tribu des Izeɣfawen était issu de la tribu.
À cette époque, un conflit éclata entre la tribu et les Aït Djennad après que des marchants de la tribu furent dépouillés par ceux-ci.
Afin d'apaiser les tensions, Youcef Ou Kaci écrit un poème à propos de la tribu des Aït Waghlis dont les vers sont les suivants :
| Kabyle | Français |
| --- | --- |
| Asmi terbeḥ ddunit ar wanida k-ihwa ddu Di Letnayen n At Jennad dinna ay-d ibda laadu Aweɣlis si zik d aḥṛuṛ mačči d yiwen ad as yeḥku Belleh ar-k azenɣ a ttiṛ abrid ik Akeffadu Aameṛ Waali deg-Gwewrir d Ateṛkwi di Baṛeddu Ulamma nexdem tuḥsift abrid-a ilezm aɣ laafu. | Aux jours heureux d'antan On pouvait aller où bon semblait Puis au marché des Aït Djennad Ont commencé les troubles Les Aït Waghlis sont de toujours nobles hommes À qui le dire qui déjà le le sache Par Dieu oiseau soit mon messager Va vers l'Akfadou Puis à Aourir chez Amar Ouali Turc du Palais du Bardo Quoique nous ayons commis une faute Il faut cette fois qu'on nous pardonne. |

Ces vers furent récités par Youcef Ou Kaci sur la place du village et, lorsque celui qui avait hébergé ce dernier la veille révéla son identité, la tension monta mais l'hôte le protégea sous son burnous.

### Période coloniale française
Lors de la campagne de colonisation française, des combats opposaient la tribu aux hommes du Maréchal Bugeaud en 1841 et certains combattants ont résisté jusqu'à se soumettre, en juillet 1871, au  colonel Jean Thibaudin.
En 1846, lors de la colonisation de la Kabylie, un témoignage anonyme affirme que la tribu possédait 2500 fantassins ce qui était très élevé comparé à ses voisins, les Ouzellaguen et les Illoula en possédaient respectivement 150 et 800.
Le 22 Juin 1851, les Ait Waghlis se soumettent à la France après la défaite de Bou Baghla.
En 1871, la tribu participe activement à la révolte de Mokrani contre l'occupation française.
Le 13 avril 1872, la commune mixte de Sidi Aich fut fondée puis instituée le 25 août 1880 par le gouverneur général.
En 1909 ou 1910, l'association des Jeunes Oughlissiens fut fondée. Elle proposait notamment l'installation de lampadaires dans les rues de la tribu.

### Période de l'Algérie indépendante
Dans les années 1980, les lieux de la tribu, comme tout le reste de la Kabylie, participent au Printemps berbère. En 2001, le Printemps noir surveint après l'assassinat d'un lycéen par un gendarme à Beni Douala. Les villes et villages de la tribu y participent également et de nombreux manifestants originaire de la tribu y sont tués.
En 2018, de nombreux lycéens de Kabylie participent à un boycott de la langue arabe. De nombreuses écritures arabes présentes sur les panneaux de signalisation sont alors effacées.

### Chefs de tribu
- Yanat Mohand Tayeb ben Mahfoud (1928 - ?)
- Chabour Mohand Seghir (1936 - 1940)

## Culture

### Langue
Les Ait Waghlis parlent exclusivement le kabyle. Le dialecte parlé sur leur territoire est le dialecte kabyle oriental central, également parlé par les Ait Aidel et At Khiar. Cette tribu a la particularité, avec quelques autres tribus, d'utiliser la consonne labiale sourde [p].

### Coutumes et traditions
Les Aït Waghlis sont connus dans la région pour leur pouvoir (qudra) de soigner (ou de traiter) les fractures du corps que leur attribue la coutume. Cette pratique perdure aujourd'hui chez une famille du village d'Ath Soula (axxam n'tbib). Les Aït Waghlis étaient passés maîtres dans le travail du palmier nain (ddum, igezdem en kabyle).
La tribu est l'une des cinq tribus d'Afrique du Nord qui fabriquaient ces chapeaux de pailles de taille démesurés portés pendant l'été appelés mz'alla. Les femmes de la tribu étaient tatouées au cou avec le tatouage numéroté 4 sur l'image ci-dessous (1) pour montrer leur appartenance à la tribu. De nombreux paternes, propres à la tribu, sont utilisés sur les poteries de la tribu. Notamment les paternes 1 à 14 de l'image ci-dessous (2), utilisés dans le village Ait Daoud.
Nous voyons également, sur la troisième image, des poteries originaires de la tribu et qui présentent les paternes mentionnés précédemment.
Les Aït Waghlis, comme de nombreuses autres tribus kabyles, fabriquaient des coffres (4).

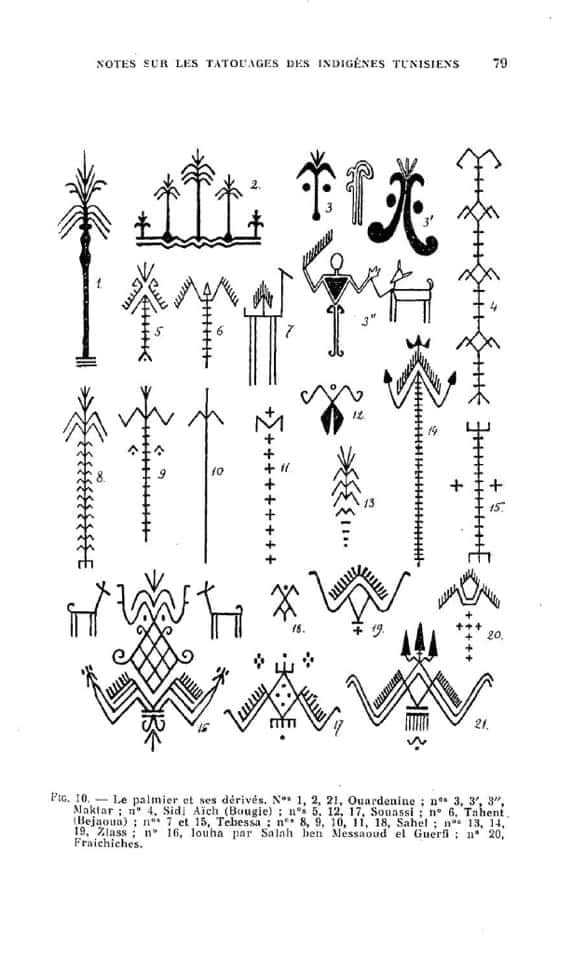
(1) 4. Sidi-Aich, Bougie
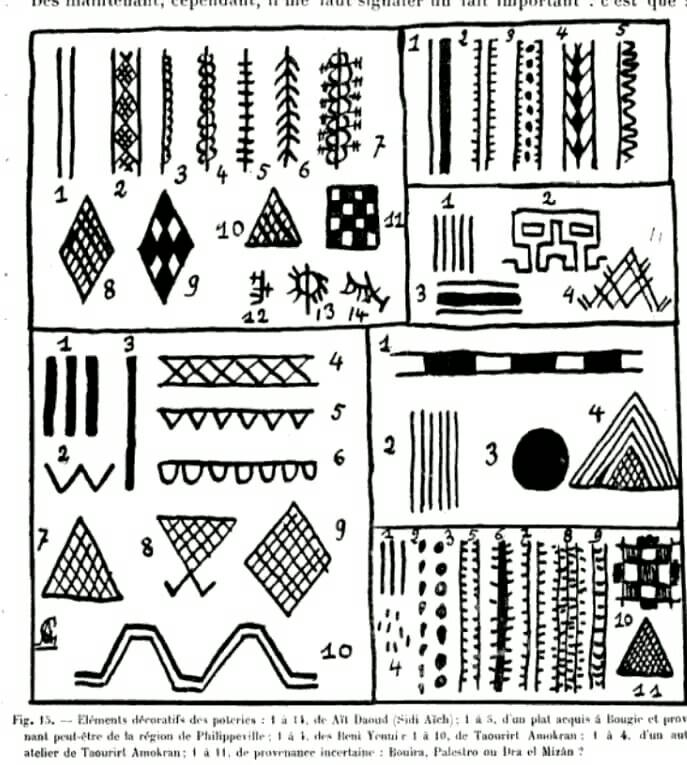
(2) 1 à 14. Ait Daoud, Sidi Aich
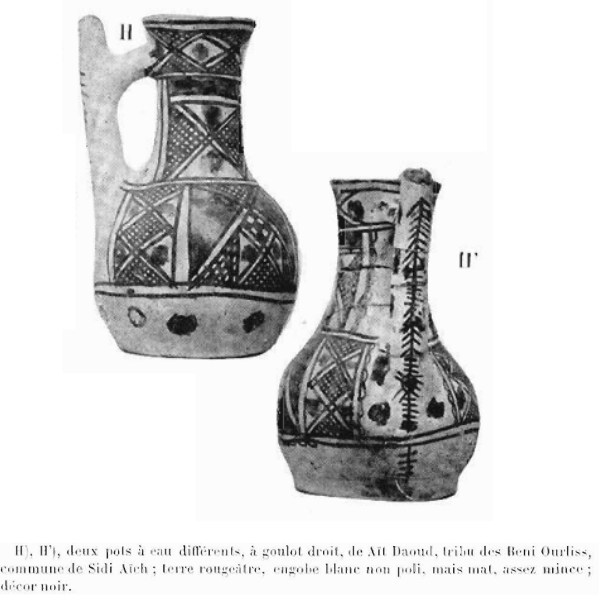
(3) Poteries des Ait Waghlis
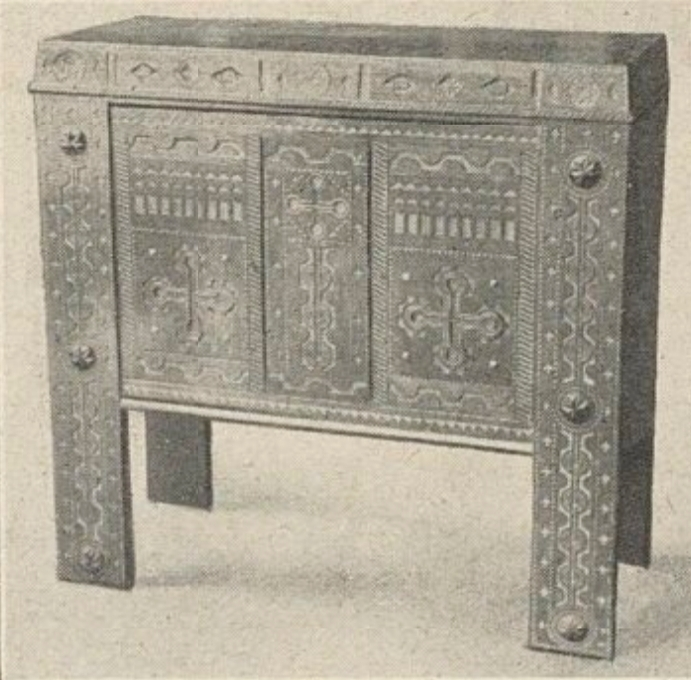
(4) Coffre des Aït Waghlis

## Économie
La ville de Sidi Aich possédait autrefois le marché le plus important de la vallée de la Soummam. La commune importait et exportait de nombreuses denrées et produits. Les produits exportés étaient constitués par les biens suivants :
- Scouffins, paniers, nattes, azembils (couffins en palmier nain), couvertures de laine, cuillères et plats en bois, couteaux et pupitres kabyles, cardeurs, socs, charrues, cruches et marmites, peaux de chèvre (sèches et fraiches), peaux de mouton, sel, olives, huile d'olive, figues (fraîches et sèches), caroubes, oranges, citrons, grenades, nèfles, noix, oignons verts, févettes, djelbouns, pois, pois chiches, poivrons (verts ou rouges), cuir, laine en toison, volailles, œufs, suif, viande, miel, cire, noix de galle, savon noir, moutons, chèvres, bœufs et vaches.

Les produits importés étaient également nombreux :
- Gandouras, burnous, chechias, souliers, cotonnades, tapis de luxe, soieries, perles, corail, bijoux kabyles, dattes, sucre, épices, alun, cristaux, ânes, mulets et bien d'autres[27].

Cette tribu est passée maitre dans l'art de construire les ruches à miel, la culture des oliviers et des céréales, du lin et des fruits de diverses espèces. Ils fabriquent aussi des toiles de lin, des étoffes de laine et beaucoup de savon.

## Personnalités

### Politique et militaire
- Chabour Mohand Seghir (1891-1957), homme politique, membre du PPA-MTLD, président de l'assemblée de la tribu jusqu'en 1940.
- Mohamed Saïl (1894-1953), adhérent de l'Union anarchiste et militant de l'indépendance algérienne, y est né[2].
- Larbi Tahrat (1896-1975), militant syndicaliste socialiste et instituteur.
- Ouddak Arab (1905 - 1962), militaire, il participa à la Seconde Guerre Mondiale, à la Guerre d'Indochine et à la Guerre d'Algérie en tant que chef de la zone 2 de la Wilaya III.
- Mohand Cherif Sahli (1906-1989), philosophe, écrivain, historien, militant nationaliste et ambassadeur du gouvernement algérien[42].
- Abderrahmane Djemad (1907-1985), ancien conseiller général de Bejaia et député communiste.
- Mohand Cherif Kartout (1908-1960), chouhada, membre du FLN.
- Mohand Oukaci Hamaï (1921-2003), commandant politique de l'ALN (Wilaya III), membre du CNRA, commandant de la base de l'ALN à Tunis.
- Mabrouk Belhocine (1921-2016), bâtonnier, écrivain et militant nationaliste, ancien haut fonctionnaire du GPRA[43].
- Abdelkader Yaïci (1922-2012), maquisard et membre du FLN.
- Arezki Bouzida (1929-2001), bâtonnier, militant nationaliste, ancien ambassadeur d'Algérie et avocat.
- Zahir Ihaddaden (1929-2018), maquisard[44], historien, journaliste à El Moudjahid, premier directeur de l’ESJ en Algérie[45].
- Beliamine Tahar (1932-1961), officier de l'ALN, chef de la zone 1 de la région 2 de la Wilaya III historique.
- Khelifa Kartout (1933–1960), chahid de la guerre d'Algérie originaire de Birmatou.
- Lazizi Amar (1935–1962), chahid de la guerre d'Algérie, il est originaire du village de Birmatou.
- Mohand Saïd Aïssani (1936-1959), dernier secrétaire général de la Wilaya III historique.
- Djoudi Attoumi (1938-2021), officier de l'ALN, promu en 1961, militant au sein du MTLD et écrivain.
- Mohand Sebkhi (1938-2019), agent de liaison de l'ALN durant la Guerre d'Algérie.
- Smail Bellache (1946-2015), militant de l'Académie berbère.
- Mohand Tahar Yala (1948-), général de brigade et ancien commandant des Forces navales algériennes de 2002 à 2005.
- Karim Younes (1948-), homme politique et écrivain, natif de la commune de Tinebdar.
- Atmane Mazouz (1970-), homme politique algérien, président du parti politique, Rassemblement pour la culture et la démocratie.
- Mohamed Arezki Isli : Fondateur et premier directeur de l'INPED de 1966 à 1981; puis Ministre des Transports de 1993 à 1994.
- Belkacem Saadi, connu sous le nom du « héros de Elflaye » mort au combat à Tifra en 1959.
- Cherif Souami, militant de la cause amazighe et ancien membre du Haut commissariat à l'amazighité.
- Hcene ou Chabi, commissaire politique, né à Sidi-Aïch.
- Younes Lounas (1939-1959), soldat de l'ALN dans la Wilaya III, il est originaire du village de Birmatou.

### Religion
- Abu Abdallah Mohamed Ibn Ibrahim El-Waghlisi, savant et imam.
- Abderrahmane El Waghlissi (1303-1384), savant et imam malékite.
- Cheikh El Hadj Hassaïne : fondateur de la plus ancienne Zawiya (Ecole religieuse) de la région, en 1340. Le village Sidi Hadj Hassaine porte aujourd'hui son nom.
- Cheikh Mohand Saïd ou Sahnoune Amokrane (-1889), fondateur de la zawiya Taghrast à Chemini vers 1870.
- Cheikh Taher At Waghlis (1852-1920), savant musulman, homme de lettres, enseignant, inspecteur des bibliothèques de Syrie et Jérusalem, membre de l'Académie arabe de Damas.
- Cheikh Abdelghani Aouissat (1959-), savant, originaire de Chemini.

### Littérature et journalisme
- Mohand Said Hanouz (1902-1998), écrivain, pharmacien, fondateur et premier président de l'Académie berbère.
- Mohand Akli Haddadou (1954-2018), linguiste, chercheur et écrivain.
- Mohand-Lyazid Chibout (1963-), écrivain, poète, correcteur (édition, presse) et chroniqueur algérien kabyle d'expression française.
- Youcef Zirem (1964-), écrivain, poète, romancier et journaliste d'expression française.
- Nadia Sebkhi (1965-), écrivaine d'expression française, fondatrice du magazine L'ivrEscQ en 2009.
- Tarik Djerroud (1974-), romancier et journaliste à La Dépêche de Kabylie puis à El Watan.
- Ghilas Aïnouche (1988-), caricaturiste et dessinateur.
- Fazia Boukirat (Boukhyar), poètesse, originaire du village Izghad

### Arts

#### Musique
- Allaoua Zerrouki (1915-1968), auteur compositeur interprète, poète Kabyle. Originaire de la tribu par son père.
- Marcel Mouloudji (1922-1994), chanteur, auteur compositeur interprète, peintre et acteur français qui en était originaire par son père.
- Oudjani Nouara (Louiza) (1943-), chanteuse originaire de Takorabt.
- Azerzour (1945-2017), chanteur et auteur compositeur interprète algérien d'expression kabyle.
- Rachid Ferhani (1945-), chanteur d'expression kabyle, surtout connu pour sa chanson Assa tsa'maghra.
- Djamel Allam (1947-2018), chanteur d'expression kabyle, originaire de la tribu par son père.
- Hamid Tibouchi (1951-), peintre et poète.
- Hadi Kessili (1952-), auteur compositeur interprète d'expression kabyle connu sous le pseudonyme Hadi Aouaghlis. Originaire du village de Djenane.
- Hamsi Boubeker (1952-), chanteur, enseignant et peintre, originaire de Mezgoug.
- Abdenour Amour (1952-), auteur compositeur interprète d'expression kabyle.
- Boudjemâa Agraw (1952-), chanteur, auteur compositeur interprète.
- Zahir Adjou (1956-2023), guitariste et compositeur, fondateur des groupes Ideflawen et Debza.
- Majid Soula (1956-), musicien et producteur de musique kabyle.
- Rachid Taha (1958-2018), chanteur et musicien dont le père, Ali Chérif Taha, est originaire de la tribu.
- Hocine Lasnami (1958-), auteur compositeur interprète.
- Mahfoud Mohamed, chanteur originaire de Tinebdar. Son nom d'artiste est Mohamed Aït Ouaghlis.
- Akli Hamadou, chanteur du groupe Aït Waghlis, il est originaire du village de Mezgoug.

#### Autres
- Bouaraba Mohand Ouidir (1947-2015), connu sous le nom de scène "Da Belaïd", il est comédien.
- Farid Benyaa (1953-), artiste peintre, né à Sidi-Aich.
- Khadidja Hamsi (1937-2021), artiste et styliste, originaire de Mezgoug, Tibane. Elle est connue pour avoir fait la promotion de la culture amazighe.
- Yasmine Ferhani, présentatrice et journaliste sur Canal Algérie et Dzaïr. Mannequin et ambassadrice de la beauté en Algérie. Ses parents sont originaires de Leflaye.
- Rachid Yal (Boukirat), chanteur compositeur, originaire du village Izghad.
- Makhlouf Boukirat, chanteur, compositeur, poète, originaire du village Izghad.
- Rabah Semmache : Chanteur.

### Sport
- Karim Tahar (1931-), boxeur et chanteur, il est surnommé le Tino Rossi kabyle.
- Mohand Amokrane Maouche (1925-1971), fondateur et premier président de la FAF de 1962 à 1967[46].
- Ali Brakchi (1934-2021), athlète franco-algérien, spécialiste du saut en longueur.
- Ahmed Oudjani (1937-1998), footballeur international algérien évoluant au poste d'attaquant.
- Mourad Abdelouahab (1948-2008), entraineur de football, originaire du village Larbaa Ihaddaden.
- Meziane Zaghzi (1962-), footballeur international algérien évoluant au poste d'attaquant.
- Mourad Rahmouni (1963-), footballeur international algérien et joueur à la JS Kabylie évoluant au poste d'arrière droit.
- Chérif Oudjani (1964-), footballeur international algérien évoluant au poste d'attaquant. Sa famille est originaire de Takorabt.
- Hakim Amaouche (1972-), footballeur algérien, frère de Yacine Amaouche.
- Kheireddine Madoui (1977-), footballeur international algérien puis entraineur. Il est le fils de Madjid Madoui, originaire du village de Iabdounène.
- Yacine Amaouche (1979-), footballeur international algérien qui évoluait au poste d'attaquant.
- Sofiane Younes (1982-), footballeur algérien qui évolue au poste d'ailier. Né à Alger, il est originaire du village Birmatou.
- Faouzi Rahal (1985-), footballeur évoluant au poste d'attaquant.
- Lyes Saïdi (1987-), footballeur algérien.
- Salim Hanifi (1988-), footballeur algérien.
- Tassadit Aïssou (1989-), joueuse de volley-ball.
- Lahna Khasrani (1991-), athlète, spécialiste de la marche.
- Rafik Boulaïnseur (1991-), footballeur algérien qui évolue au poste d'attaquant au NC Magra.

### Cinéma et télévision
- Hachemi Souami (1941-), journaliste et présentateur du journal télévisé de la Télévision algérienne RTA en français puis directeur de la Chaîne 2 en kabyle puis de la Chaîne 3.
- Mourad Chebine, journaliste, présentateur de l'émission "Rencontre avec la presse" à la Télévision algérienne.
- Azzedine Meddour (1947-2000), réalisateur de longs métrages, notamment du film: La Montagne de Baya.
- Djaffar Gacem (1966-), réalisateur de télévision, scénariste et producteur.
- Hamid Kacimi (1968-)
- Yasmine Oughlis (1981-), animatrice à la télévision française.
- Mustapha Kessaci (1982-), journaliste et producteur sur la chaîne El Djazairia One
- Omar Ahreb, comédien, né à Larbaa Ihaddaden.

### Autres
- Lynda Allouche (1988-), miss Kabylie 2010.
- Blekacem Boukirat (Boukhyar), compagnon du Cheikh Aheddad, originaire du village Izghad, chargé s'établir la liste des soldats moudjahidine pour préparer la révolution de 1871, expatriés en série avec le fils de Cheikh Aheddad Aziz.